# Квіткове (Генічеський район)
Квітко́ве —  село в Україні, у Іванівській селищній громаді Генічеського району Херсонської області. Населення становить 63 осіб. До 2017 адміністративно було підпорядковане Балашівській сільській раді.  

## Історія
Батьківщина Героя Радянського Союзу Рєзніка Федора Григоровича, героя битви на Курській дузі. 
Перша назва - Любимівка. 
Село було засноване під час проведення Столипінської реформи 1906-1912 рр. Наразі (на 01.01.2016) село вже не існує.
12 червня 2020 року, відповідно до розпорядження Кабінету Міністрів України № 713-р «Про визначення адміністративних центрів та затвердження територій територіальних громад Запорізької області», увійшло до складу Іванівської селищної громади.
17 липня 2020 року, в результаті адміністративно-територіальної реформи та ліквідації Іванівського району, село увійшло до складу Генічеського району.
24 лютого 2022 року село тимчасово окуповане російськими військами під час російсько-української війни.

## Населення
Згідно з переписом УРСР 1989 року чисельність наявного населення села становила 111 осіб, з яких 48 чоловіків та 63 жінки.
За переписом населення України 2001 року в селі мешкали 64 особи.

### Мова
Розподіл населення за рідною мовою за даними перепису 2001 року:
| Мова       | Відсоток |
| ---------- | -------- |
| українська | 90,48 %  |
| російська  | 7,94 %   |
| інші       | 1,58 %   |